# Hydrovatus gracilis
Hydrovatus gracilis är en skalbaggsart som beskrevs av Régimbart 1899. Hydrovatus gracilis ingår i släktet Hydrovatus och familjen dykare. Inga underarter finns listade i Catalogue of Life.